# ARMTV
La Hayastani hanrayin herrustaynkerut'yun (in armeno: Հայաստանի հանրային հեռուստաընկերություն; sigla ARMTV o AMPTV), nota più semplicemente come 1TV, è l'emittente televisiva pubblica dell'Armenia, fondata nel 1955.
Dal 2005 è membro dell'Unione europea di radiodiffusione, per conto del quale ha organizzato il Junior Eurovision Song Contest nel 2011 e nel 2022.
L'emittente gestisce il canale televisivo Armenia 1.

## Storia
Il 5 settembre 1955 il consiglio dei commissari del popolo dell'URSS ordinò la costruzione di 27 studi televisivi e 5 stazioni di trasmissione nelle repubbliche sovietiche e il 29 novembre 1956, con il completamento della sovietizzazione dell'Armenia, la neonata emittente iniziò le trasmissioni, anche se la cerimonia ufficiale si tenne il 9 febbraio 1957.
Il 6 agosto dello stesso anno fu trasmesso il primo telegiornale, che divenne periodico nel corso dell'anno successivo comportando la creazione della divisione editoriale.
Nel marzo 1973 l'emittente iniziò i preparativi per iniziare a trasmettere a colori, assumendo ingegneri e acquisendo una stazione di trasmissione mobile. Il primo programma trasmesso a colori fu la parata del 1º maggio 1973 da piazza Lenin a Erevan (oggi piazza della Repubblica) e le trasmissioni a colori continuarono, per gli eventi più importanti, ad essere trasmesse dalla stazione mobile.